# Bodai-árok
A Bodai-árok nevű patak Bodától északra ered, Baranya vármegyében. A patak forrásától kezdve déli irányban halad, egészen Bicsérdig, ahol beletorkollik a Bicsérdi-vízfolyásba.
A Bodai-árok vízgazdálkodási szempontból az Alsó-Duna jobb part Vízgyűjtő-tervezési alegység működési területéhez tartozik.

## Part menti települések
- Boda
- Bicsérd